# Glympis phoenicimon
Glympis phoenicimon là một loài bướm đêm trong họ Erebidae.